# Ivy Matsepe-Casaburri
Ivy Matsepe-Casaburri (* 18. September 1937 in Kroonstad; † 6. April 2009 in Pretoria) war eine südafrikanische Politikerin.

## Leben
Sie erwarb ihren Bachelor of Arts an der Universität von Fort Hare in Alice, Ostkap, bevor sie eine Lehrerstelle in Natal annahm. Kurz danach ging sie ins Exil nach Swasiland, Sambia, USA und Namibia, bevor sie 1990 nach Südafrika zurückkehrte. Während ihres Aufenthaltes in den USA graduierte sie als Ph.D. in Soziologie an der Rutgers University.
Von 1993 bis 1996 war sie Vorsitzende der südafrikanischen Rundfunkgesellschaft SABC. Sie war die erste Frau sowie die erste Schwarze, die diese Position besetzte. Matsepe-Casaburri gehörte dem African National Congress (ANC) an und war vom 18. Dezember 1996 bis 15. Juni 1999 Premierministerin der Provinz Freistaat. Auch hier war sie die erste Frau in dieser Funktion. Seit 1999 diente sie als Ministerin für Kommunikation (Minister of Communications) in der südafrikanischen Regierung (Kabinett Mbeki I, Kabinett Mbeki II und Kabinett Motlanthe).
Am 25. September 2008 führte sie – nach dem Rücktritt Thabo Mbekis und vor der Wahl Kgalema Motlanthes – für etwa einen halben Tag die Geschäfte des Staatspräsidenten.